# 三州乡
三州乡，中国浙江省台州市天台县下辖的一个乡。

## 辖区
该乡辖有：	下屋村、道士岩村、岭下贾村、岭头朱村、牌门村、沙思坑村、五联村、黄润坑村、东坑村、寺家山村、五星村、双丰村、柘溪村、三友村、上坑村、下施村、车门湾村、